# Duyên Hải (thị xã)
Duyên Hải là một thị xã cũ thuộc tỉnh Trà Vinh cũ, Việt Nam.

## Địa lý
Thị xã Duyên Hải nằm về phía đông nam của tỉnh Trà Vinh, cạnh cửa Cung Hầu của sông Cổ Chiên, cách thành phố Trà Vinh 50 km, cách Thành phố Hồ Chí Minh 170 km và cách thành phố Cần Thơ 120 km, có vị trí địa lý:
- Phía đông và phía nam giáp Biển Đông
- Phía tây giáp huyện Duyên Hải
- Phía bắc giáp huyện Cầu Ngang.

Thị xã Duyên Hải với tổng diện tích đất tự nhiên là 19.340 ha. Thị xã có địa hình mang tính chất của vùng đồng bằng ven biển rất đặc thù với những giồng cát hình cánh cung chạy dài theo hướng song song với bờ biển. Các giồng cát tập trung chủ yếu ở các xã phía Bắc của thị xã như giồng Long Hữu, giồng Rạch Cạn và rải rác ven theo bờ biển. Nhìn chung địa hình thị xã Duyên Hải khá thấp và tương đối bằng phẳng với cao trình bình quân phổ biến là 0,4 đến 1,2 m.
Khoáng sản trên địa bàn thị xã:
- Mỏ nước khoáng nóng (Phường 1 và xã Dân Thành).
- Mỏ cát đen (bờ biển Duyên Hải).
- Năng lượng sạch (mặt trời, gió).

## Hành chính
Thị xã Duyên Hải có 7 đơn vị hành chính cấp xã trực thuộc, bao gồm 2 phường: 1, 2 và 5 xã: Dân Thành, Hiệp Thạnh, Long Hữu, Long Toàn, Trường Long Hòa.
| \| Tên \| Diện tích năm 2023 (km²) \| Dân số năm 2023 (người) \| Mật độ (người/km²) \| \| --------------- \| ------------------------ \| ----------------------- \| ------------------ \| \| Phường (2) \| \| \| \| \| Phường 1 \| 13,81 \| 17.028 \| 1.233 \| \| Phường 2 \| 11,57 \| 14.026 \| 1.212 \| \| Xã (5) \| \| \| \| \| Dân Thành \| 25,61 \| 7.469 \| 291 \| \| Hiệp Thạnh \| 34,58 \| 4.601 \| 133 \| \| Long Hữu \| 32,70 \| 10.626 \| 324 \| \| Long Toàn \| 30,22 \| 6.300 \| 208 \| \| Trường Long Hòa \| 44,92 \| 9.916 \| 220 \| \| Toàn thị xã \| 193,40 \| 77.006 \| 398 \| |                          |                         |                    |
| Đề án đề nghị công nhận thị xã Duyên Hải, tỉnh Trà Vinh đạt tiêu chí đô thị loại IV |                          |                         |                    |
| Tên | Diện tích năm 2023 (km²) | Dân số năm 2023 (người) | Mật độ (người/km²) |
| Phường (2) |                          |                         |                    |
| Phường 1 | 13,81                    | 17.028                  | 1.233              |
| Phường 2 | 11,57                    | 14.026                  | 1.212              |
| Xã (5) |                          |                         |                    |
| Dân Thành | 25,61                    | 7.469                   | 291                |
| Hiệp Thạnh | 34,58                    | 4.601                   | 133                |
| Long Hữu | 32,70                    | 10.626                  | 324                |
| Long Toàn | 30,22                    | 6.300                   | 208                |
| Trường Long Hòa | 44,92                    | 9.916                   | 220                |
| Toàn thị xã | 193,40                   | 77.006                  | 398                |

## Lịch sử
Trước năm 2015, thị xã Duyên Hải ngày nay là một phần huyện Duyên Hải. Huyện lỵ huyện Duyên Hải khi đó là thị trấn Duyên Hải.
Ngày 25 tháng 2 năm 2013, Bộ Xây dựng ban hành Quyết định số 211/QĐ-BXD về việc công nhận thị trấn Duyên Hải mở rộng là đô thị loại IV.
Ngày 15 tháng 5 năm 2015, Ủy ban Thường vụ Quốc hội ban hành Nghị quyết 934/NQ-UBTVQH13. Theo đó:
- Thành lập thị xã Duyên Hải trên cơ sở tách thị trấn Duyên Hải và 5 xã: Dân Thành, Hiệp Thạnh, Long Hữu, Long Toàn, Trường Long Hòa thuộc huyện Duyên Hải.
- Thành lập Phường 1 trên cơ sở toàn bộ 200,54 ha diện tích tự nhiên và 12.493 người của thị trấn Duyên Hải, 1.150 ha diện tích tự nhiên và 1.747 người của xã Long Toàn.
- Thành lập Phường 2 trên cơ sở 790,67 ha diện tích tự nhiên và 6.253 người của xã Long Toàn, 362,73 ha diện tích tự nhiên và 6.456 người của xã Long Hữu.

Sau khi thành lập, thị xã Duyên Hải có 17.709,64 ha diện tích tự nhiên và 56.241 người với 7 đơn vị hành chính trực thuộc, gồm 2 phường và 5 xã.
Ngày 31 tháng 12 năm 2024, Bộ Xây dựng ban hành Quyết định số 1312/QĐ-BXD về việc công nhận khu vực dự kiến thành lập phường thuộc thị xã Duyên Hải, tỉnh Trà Vinh đạt tiêu chuẩn trình độ phát triển cơ sở hạ tầng đô thị.
Ngày 31 tháng 12 năm 2024, Bộ Xây dựng ban hành Quyết định số 1313/QĐ-BXD về việc công nhận thị xã Duyên Hải, tỉnh Trà Vinh đạt tiêu chí đô thị loại IV.

## Kinh tế - xã hội
Công trình trên địa bàn thị xã:
- Trung tâm điện lực Duyên Hải (xã Dân Thành).
- Điện gió Hàn Quốc - Trà Vinh (xã Trường Long Hòa).
- Năng lượng mặt trời Trung Nam (xã Dân Thành).
- Luồng cho tàu biển có trọng tải lớn vào sông Hậu (Kênh đào Trà Vinh).
- Khu Bến cảng tổng hợp Định An (Khu kinh tế Định An).
- Đường hành lang ven biển.
- Cảng biển tổng hợp Định An (xã Dân Thành).
- Cảng cá Láng Chim (xã Trường Long Hòa).

### Giáo dục
Các trường học trên địa bàn thị xã:
- Trường THPT Duyên Hải
- Trường THPT Long Hữu
- Trường THCS và THPT Dân Thành
- Trường THCS Chu Văn An
- Trường THCS Nguyễn Đáng
- Trường THCS Nguyễn Đức Toàn
- Trường THCS Long Toàn
- Trường THCS Trường Long Hòa
- Trường THCS Hiệp Thạnh
- Trường TH Kim Đồng
- Trường TH Lê Văn Tám
- Trường TH Lê Quý Đôn
- Trường TH Châu Văn Liêm
- Trường TH Trường Long Hòa
- Trường TH Võ Thị Sáu
- Trường TH Lương Thế Vinh
- Trường TH Võ Thị Quý
- Trường TH Long Hữu B.

## Dân số
Thị xã Duyên Hải có diện tích 193,40 km², dân số năm 2022 là 69.961 người, mật độ dân số đạt 362 người/km².
Thị xã Duyên Hải có diện tích 193,40 km², dân số là 69.960 người.
Thị xã Duyên Hải có diện tích 193,40 km², dân số quy đổi năm 2023 là 77.006 người, trong đó: dân số thường trú là 51.980 người; dân số tạm trú là 17.980 người; lực lượng vũ trang là 2.000 người; dân số quy đổi là 5.046 người và mật độ dân số đạt 398 người/km².

## Văn hóa - du lịch
- Khu tham quan nghỉ dưỡng biển Ba Động: xã Trường Long Hòa.

- Khu sinh thái rừng ngập mặn: xã Dân Thành.
- Khu du lịch cộng đồng Cồn Ông: xã Dân Thành.
- Thiền viện trúc lâm Trà Vinh: xã Trường Long Hòa.
- Cánh đồng năng lượng điện gió Hàn Quốc – Trà Vinh: xã Trường Long Hòa.
- Hải đăng Ba Động: xã Trường Long Hòa.

### Di tích lịch sử
Di tích cấp quốc gia
- Di tích Bến tiếp nhận vũ khí Cồn Tàu
- Di tích Đình miếu Cồn Trứng và Lăng Ông Cồn Tàu.

Di tích cấp tỉnh
- Căn cứ Tỉnh ủy Trà Vinh - Căn cứ Giồng Giếng: Di tích lịch sử cách mạng.
- Lầu Bà Cố Hỷ Thượng Động Nương Nương: Di tích lịch sử.
- Đình Phước Lộc: Di tích lịch sử.

## Giao thông
- Quốc lộ 53 và 53B chạy qua địa bàn thị xã.
- Đường tỉnh 913 (đường Hoàng Sa), Đường tỉnh 914 (đường Nguyễn Văn Linh), Hương lộ 81 (đường Trường Sa).
- Một số con đường trong trung tâm thị xã: 3 tháng 2, 19 tháng 5, 2 tháng 9, 30 tháng 4, Nguyễn Thiện Thành, Ngô Quyền, Phạm Văn Nuôi, Điện Biên Phủ, Lý Thường Kiệt, Lý Tự Trọng, Hồ Đức Thắng, Trần Hưng Đạo, Huỳnh Thị Cẩm, Quang Trung, Nguyễn Trãi, Dương Quang Đông,...

Các cây cầu lớn:
- Cầu Long Toàn bắt qua sông Long Toàn nối Phường 1 và xã Long Toàn.
- Cầu Láng Chim bắt qua sông Láng Chim nối Phường 2 và xã Trường Long Hòa.